# غوانلونغ
غوانلونغ هو جنس ديناصور من رتبة التيرانوصورويدات عاش في الصين خلال العصر الجوراسي المتأخر.